# Université Cheikh Anta Diop
Université Cheikh Anta Diop – senegalska uczelnia z siedzibą w Dakarze.
Poprzednikiem uczelni były francuskie instytucje edukacyjne: szkoła medyczna założona w 1918 roku oraz Institut Français d’Afrique Noire (Francuski Instytut Czarnej Afryki) założony w roku 1936. W 1950 roku na ich bazie utworzono Institut des Hautes Etudes de Dakar (Instytut Studiów Wyższych w Dakarze), powiązany z Uniwersytetem w Bordeaux. W 1957 roku poszczególne szkoły przekształcono w wydziały nowo utworzonego Uniwersytetu Dakaru. W 1987 roku uczelnię przemianowano na Uniwersytet Cheikh Anta Diop, aby upamiętnić Cheikh Anta Diopa (1923-1986), senegalskiego historyka i antropologa.

## Struktura organizacyjna
W skład uczelni wchodzą następujące jednostki organizacyjne:
- Centrum Lingwistyki Stosowanej
- Centrum Nauk i Technik Informacyjnych
- Centrum Badań Psychologicznych
- Centrum Badań nad Energią Odnawialną
- Wydział Nauk Humanistycznych
- Wydział Ekonomii i Zarządzania
- Wydział Nauk i Technologii Edukacyjnych i Szkoleniowych
- Wydział Prawa i Nauk Politycznych
- Wydział Medycyny, Farmacji i Stomatologii
- Wydział Nauk Ścisłych
- Instytut Stosowanych Technologii Nuklearnych
- Instytut Stosowanej Medycyny Tropikalnej
- Instytut Studiów Podstawowych nad Czarną Afryką
- Instytut Nauk o Ziemi
- Instytut Studiów Środowiskowych
- Instytut Rybołówstwa i Akwakultury
- Instytut Języka Francuskiego dla Obcokrajowców
- Instytut Zdrowia i Rozwoju
- Instytut Praw Człowieka
- Instytut Wychowania Fizycznego i Sportu
- Instytut Pediatrii Społecznej